# 针盔虫属
针盔虫属（学名：Acanthocorys）是花篮虫科下的一个属。

## 下属物种
本属包括以下物种：
- 变形针盔虫 Acanthocorys variabilis Popofsky, 1913，分布于印度洋，大西洋。